# Jayna Oso
Jayna Oso (Kaneohe, Hawái, 17 de agosto de 1981) es una actriz pornográfica estadounidense.

## Biografía
Jayna nació y se crio en Kaneohe, Hawái. En 2002 se introdujo en la industria pornográfica con el nombre de Malaysia y en 2003 cambió su nombre artístico por el de Jayna Oso. En 2004 alcanzó una gran fama en la industria del porno, en especial gracias a la película Weapons Of Ass Destruction 3 de Jules Jordan, y según ella misma afirma, ese fue el año en el que comenzó a tomarse su carrera en serio.
Jayna es célebre por su aspecto exótico eurasiático, gracias a su mezcla étnica mitad de Brunéi y mitad de Irlanda, por sus extremas escenas, mayoritariamente gonzo muy duras, en las que es habitual verla practicando sexo anal, doble penetración, doble penetración anal y garganta profunda.
Jayna afirma que le encanta su trabajo en la industria X y que es una persona salvaje sexualmente, ya que el porno es lo único que consigue satisfacer plenamente su sexualidad.
Ha trabajado para las mayores productoras de porno de Estados Unidos y ha rodado más de 500 películas, mayoritariamente de género gonzo, pero también features, convirtiéndose en una de las actrices porno euroasiáticas de actualidad con más éxito.